# Partito ottobrista
Il Partito ottobrista (Sojuz 17 oktjabrja, Unione del 17 ottobre) venne fondato nel 1905 da Aleksandr Ivanovič Gučkov. Formazione liberale conservatrice, il partito prese il nome dal Manifesto del 17 ottobre con il quale lo zar aveva introdotto nel 1905 una costituzione.
Ebbero un ruolo notevole nella terza e quarta Duma e si opposero al governo zarista criticandolo per la cattiva condotta della guerra. Dopo la rivoluzione del febbraio 1917 formarono con il partito cadetto un blocco progressista, ed esponenti del partito fecero parte del governo provvisorio.
Furono messi fuori legge dai bolscevichi dopo la presa del potere. Alcuni di loro combatterono ancora nelle armate bianche.